# Harry Weslake

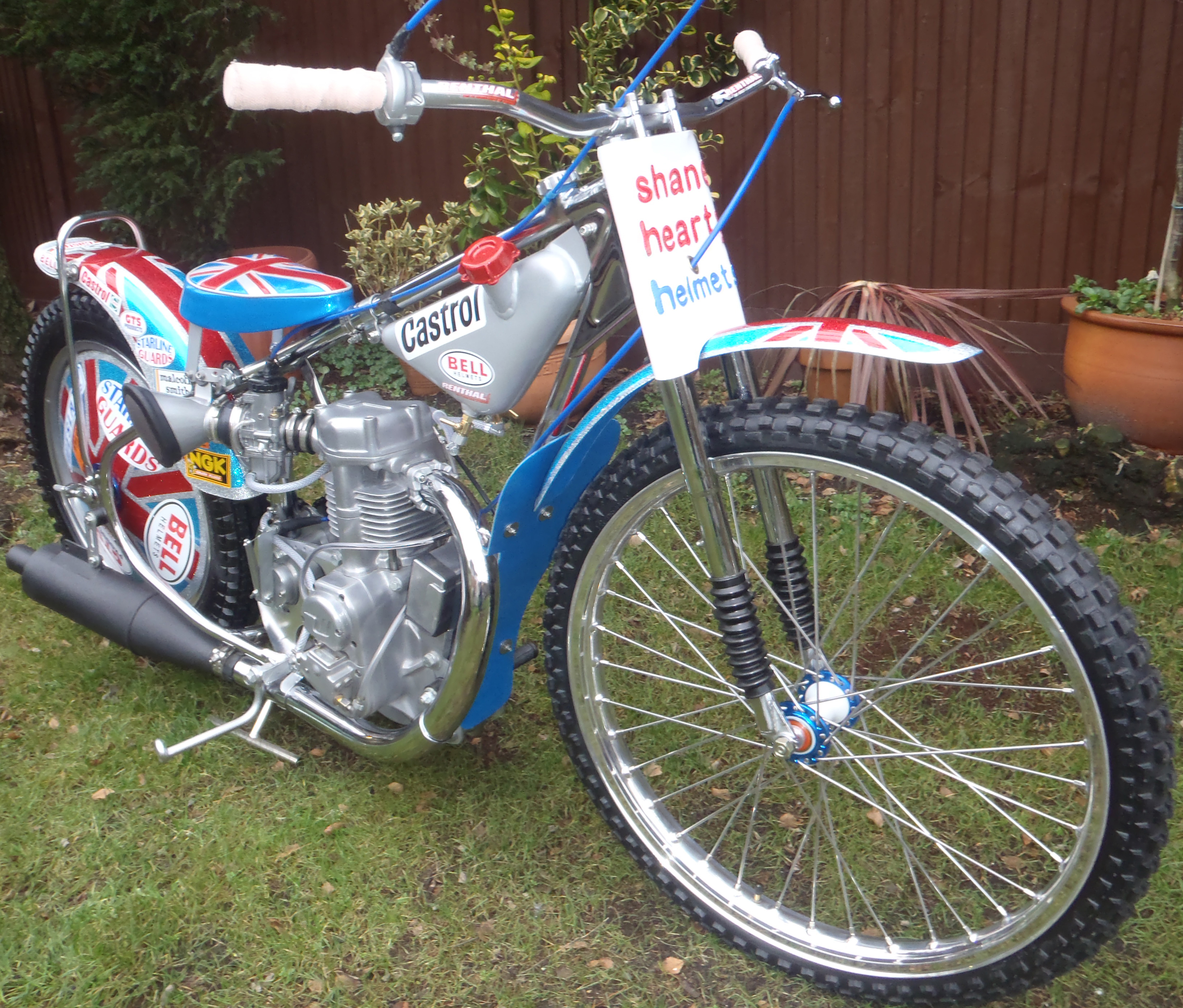
Weslake speedwaymotorcykel.

Harry Weslake, född den 21 augusti 1897, död den 3 september 1978 var en brittisk ingenjör och motorkonstruktör. Han är mest känd som grundare av motortillverkaren Weslake Engineering.
Från mitten av 1930-talet arbetade Weslake för SS Cars. Där utvecklade han, tillsammans med William Heynes, ett nytt topplock med toppventiler till den Standard-motor användes i sportbilen SS Jaguar 100.
Weslake fortsatte att arbeta för Jaguar Cars efter andra världskriget, bland annat med racing-versioner av XK-motorn till Jaguar D-Type.
1947 startade Weslake sitt eget företag Weslake and Co, Ltd. som utförde uppdrag för de flesta brittiska bil- och motorcykeltillverkarna. Weslake arbetade bland annat med en V12-motor för formel 1-stallet Vanwall och senare även för Dan Gurneys F1-stall Eagle.
Weslake ägnade sig även åt motorcykelmotorer. I början av 1970-talet arbetade han med att ta fram en konkurrenskraftig brittisk speedwaymotor. Weslake avled av en hjärtinfarkt vid en mottagning i samband med speedway-VM på Wembley Stadium i London 1978.